# Lignin
Lignin je polimer, ki spada med najbolj razširjene aromatske spojine in takoj za celulozo tvori največ biomase. Izraz je prvič uporabljan v letu 1819, Candolle, in je preveden iz latinščine lignum, kar pomeni les. Najdemo ga največ v lesu in je med organskimi snovmi eden najbolj odpornih na biotsko razgradnjo. Ligninski matriks v oleseneli celični steni obdaja in s tem varuje fibrile celuloze in hemiceluloze pred razgradnjo. V celični steni lesa ga je od 20 do 30%, v nekaterih primerih tudi do 40%.
Lignin je amorfna, mrežasta nevodotopna polimerna makromolekula iz fenilpropanskih podenot, ki so med seboj povezane z etrskimi vezmi in vezmi ogljik-ogljik (C-O-C in C-C).

## Ekonomska značilnost
Visoko lignificiran les je trajen in kakovosten material za široko uporabo. Prav tako predstavlja odlično gorivo, kajti lignin sprošča več energije pri gorenju kot pa celuloza.
Prva poročanja o komercialni uporabi lignina so bila leta 1927, z avtorjem  Marathon Corporation iz Rothschild, Wisconsin (ZDA).

## Struktura
Fenilpropanoidni prekurzorji lignina se iz glukoze sintetizirajo po poti šikimske kisline (biosinteza tirozina in fenilalanina). Dvojna vez a-b se tvori cinamatni biosintetski poti. Ključni encim sinteze je fenilalanin amonijak liaza (PAL), hidroksilacije in metilacije pa katalizirata hidroksilaza in o-metiltransferaza. Sintetska pot se konča z redukcijo derivatov cimetne kisline v ustrezen alkoholni prekurzor lignina. Ti prekurzorji se z enoelektronsko oksidacijo pretvorijo v resonančno stabilizirane fenoksi radikale. Radikali reagirajo med seboj neusmerjeno, kar pojasni raznolikost vezi ogljik-ogljik in estrskih vezi med monomeri v ligninskem matriksu.

## Lignolitični encimski sistem
Za razkroj lignina do enostavnih organskih molekul je potrebno veliko različnih ekstracelularnih encimov. Kot primer, glive bele trohnobe razkrajajo lignin z ekstracelularnimi oksidazami in peroksidazami, ki v ligninu tvorijo proste kationske radikale. Ti so nestabilni, reaktivni in povzročijo številne spontane cepitve tega polimera. Glavni ekstracelularni encimi, ki posredno ali neposredno delujejo na lignin so lakaza (Lac), od mangana odvisna peroksidaza (mangan peroksidaza, MnP) in lignin peroksidaza (LiP). Vsi trije encimi lahko oksidirajo lignin tudi z mediatorji, ki so molekule z majhno relativno molekulsko maso.